# Ivan Dellaitti
Ivan Dellaitti je hrvatski izumitelj iz Senja. Bio je ribar i inovator u ribarstvu, najpoznatiji po izumu acetilenskog svjetla za noćni lov sitne plave ribe.
Prvo svjetlo ovakvog tipa proizveo je 1898. i testirao ga iste godine u Salima na Dugom Otoku uz pomoć nadzornika ribarstva za Dalmaciju, Istru, Trst i Goričko primorje kod Pomorske vlade u Trstu, učitelja Petra Lorinija. 
On i Jakov Kuljiš su konstruirali prve acetilenske svjetiljke za noćni ribolov. Ivan Dellaitti ju je izumio, a inovaciju je 1898. napravio Jakov Kuljiš iz Komiže.
Nacrt je izložen u Hrvatskom prirodoslovnom muzeju.

## Vanjske poveznice
- Ivan Dellaitti
- Dellaitti je patentirao prvu acetilensku svjetiljku za noćni ribolov
- Ivan Dellaitti Hrvatska tehnička enciklopedija, portal hrvatske tehničke baštine. LZMK